# Ibid.
Ibid. (лат. сокращение от ibidem, «то же место», в русскоязычной литературе распространён эквивалент «там же») — термин, использующийся в научных библиографиях. Использование термина обусловливается необходимостью обозначить, что ссылка на данный (где используется термин) объект та же, что была и в предыдущем цитировании. Употребляется для избегания повтора цитирования одного и того же источника дважды подряд. Согласно словарным источникам, употребление термина «ibid» равнозначно использованию термина «idem» или, сокращенно, «Id.» (с лат. — «тот же самый, тот же, один и тот же»).
Чтобы найти источник, обозначающийся в ссылках как ibid., необходимо просмотреть последний в используемом вами списке источник, полностью указанный. Обычно это источник, находящийся прямо перед термином, предыдущий. Также служат для этого ditto marks (с англ. — «кавычки, указывающие на повторение», 〃 (U+3003), ".).

## Примеры использования
- 4. E. Vijh, Latin for dummies (New York: Academic, 1997), p.23.
- 5. Ibid.
- 6. Ibid., p.29.

Пояснения: ссылка за номером 5. указывает на тот же источник, что и ссылка за номером 4 (E. Vijh, Latin for dummies стр.23), в то же время ссылка за номером 6 указывает на тот же печатный источник, но уже на страницу 29-ю. Для ссылок, которые «вклиниваются» в список между уже существующими ibid-ами, но также указывают на какой-либо источник в списке, используется форма «Ibid. <цитата №>,» (например, «8. Ibid. 4» или же «8. Ibid 4, на 34»). Необходимо также отметить, что ibid всегда следует за полной ссылкой, так как сам термин — цитирование.

## Интересные факты
- Существует целое художественное произведение, полностью созданное из цитат — роман Ibid.: A Life[2] (автор — Марк Данн).
- Говард Лавкрафт в своём рассказе «Ибид», написанном в 1928 году, повествует о жизни выдуманного древнеримского философа и ритора Юлия Ибидуса, высмеивая тем самым читателей, ошибочно принимающих латинское сокращение за имя некоего древнего автора.
- Терри Пратчетт в книге «Пирамиды» (1989 год) называет одного из эфебских философов Ibid «Там же»[3].
- В фильме «Умница Уилл Хантинг» (1997) главный герой, выступая в суде против обвинений прокурора, ссылается на неясное прецедентное право, а затем заявляет «Там же, ваша честь».